# Kanton Nogent-le-Roi
Kanton Nogent-le-Roi (francouzsky Canton de Nogent-le-Roi) je francouzský kanton v departementu Eure-et-Loir v regionu Centre-Val de Loire. Tvoří ho 18 obcí.

## Obce kantonu
- Le Boullay-Mivoye
- Le Boullay-Thierry
- Boutigny-Prouais
- Bréchamps
- Chaudon
- Coulombs
- Croisilles
- Faverolles
- Lormaye
- Néron
- Nogent-le-Roi
- Ormoy
- Les Pinthières
- Saint-Laurent-la-Gâtine
- Saint-Lucien
- Senantes
- Villemeux-sur-Eure
- Villiers-le-Morhier